# Banain C
Banain C is een bestuurslaag in het regentschap Timor Tengah Utara van de provincie Oost-Nusa Tenggara, Indonesië. Banain C telt 464 inwoners (volkstelling 2010).